# Gonatocerus nox
Gonatocerus nox är en stekelart som beskrevs av Girault 1913. Gonatocerus nox ingår i släktet Gonatocerus och familjen dvärgsteklar. Inga underarter finns listade i Catalogue of Life.